# Armenien i olympiska vinterspelen för ungdomar 2024
Armenien deltog vid olympiska vinterspelen för ungdomar 2024 i Gangwon i Sydkorea mellan den 19 januari och 1 februari 2024. Det var fjärde gången som Armenien tävlade vid olympiska vinterspelen för ungdomar efter att ha deltagit i varje upplaga sedan den första upplagan 2012.
Armeniens trupp bestod av tre idrottare (två män och en kvinna) som tävlade i två sporter. Den alpina skidåkaren Hakob Hakobyan var landets fanbärare under öppningsceremonin.

## Tävlande
Följande är en lista över antalet tävlande som deltog i spelen per sport/disciplin.
| Sport            | Herrar | Damer | Totalt |
| ---------------- | ------ | ----- | ------ |
| Alpin skidåkning | 1      | 0     | 1      |
| Längdskidåkning  | 1      | 1     | 2      |
| Totalt           | 2      | 1     | 3      |

## Alpin skidåkning
Armenien hade en manlig alpin skidåkare som kvalificerat sig.
Herrar
| Idrottare      | Gren       | Åk 1    | Åk 1      | Åk 2  | Åk 2      | Totalt  | Totalt    |
| Idrottare      | Gren       | Tid     | Placering | Tid   | Placering | Tid     | Placering |
| -------------- | ---------- | ------- | --------- | ----- | --------- | ------- | --------- |
| Hakob Hakobyan | Super-G    | —       | —         | —     | —         | 0DNS0   | 0DNS0     |
| Hakob Hakobyan | Storslalom | 1.01,61 | 59        | 56,08 | 44        | 1.57,69 | 44        |
| Hakob Hakobyan | Slalom     | 1.02,30 | 60        | 0DNF0 | 0DNF0     | 0DNF0   | 0DNF0     |

## Längdskidåkning
Armenien hade två längdskidåkare som kvalificerat sig (en per kön).
| Idrottare       | Gren                            | Kval | Kval      | Kvartsfinal | Kvartsfinal | Semifinal | Semifinal | Final | Final     |
| Idrottare       | Gren                            | Tid  | Placering | Tid         | Placering   | Tid       | Placering | Tid   | Placering |
| --------------- | ------------------------------- | ---- | --------- | ----------- | ----------- | --------- | --------- | ----- | --------- |
| Armen Margaryan | Herrarnas 7,5 km, klassisk stil | —    | —         | —           | —           | —         | —         |       |           |
| Armen Margaryan | Herrarnas sprint, fristil       |      |           |             |             |           |           |       |           |
| Fenya Galstyan  | Damernas 7,5 km, klassisk stil  | —    | —         | —           | —           | —         | —         |       |           |
| Fenya Galstyan  | Damernas sprint, fristil        |      |           |             |             |           |           |       |           |